# Comté de Narembeen
Le Comté de Narembeen est une zone d'administration locale au sud-est de l'Australie-Occidentale en Australie. Le comté est situé à environ 300 kilomètres à l'est de Perth, la capitale de l'État et entre les comtés de Merredin au nord et de Kondinin au sud.
Le centre administratif du comté est la ville de Narembeen.
Le comté est divisé en un certain nombre de localités:
- Narembeen
- Emu Hill
- Mount Walker
- Wogarl

Le comté a 9 conseillers locaux et est divisé en 2 circonscriptions.